# Campo Largo da Roseira
Campo Largo da Roseira é um distrito do município brasileiro de São José dos Pinhais, no estado do Paraná.